# Epirhyssa pacheia
Epirhyssa pacheia är en stekelart som beskrevs av Porter 1978. Epirhyssa pacheia ingår i släktet Epirhyssa och familjen brokparasitsteklar. Inga underarter finns listade i Catalogue of Life.